# Gargantilla del Lozoya
Gargantilla del Lozoya är en ort i Spanien.   Den ligger i provinsen Provincia de Madrid och regionen Madrid, i den centrala delen av landet, 60 km norr om huvudstaden Madrid. Gargantilla del Lozoya ligger 1 110 meter över havet och antalet invånare är 338.
Terrängen runt Gargantilla del Lozoya är kuperad åt sydost, men åt nordväst är den bergig. Runt Gargantilla del Lozoya är det glesbefolkat, med 12 invånare per kvadratkilometer. Närmaste större samhälle är Buitrago del Lozoya, 7,5 km öster om Gargantilla del Lozoya. 